# CANAC
Het Computer Assisted National Air Traffic Control Center (CANAC) is het luchtverkeersleidingscentrum van België. Van hieruit wordt het Belgisch luchtruim gecontroleerd tot op vluchtniveau FL245 (ongeveer 7,5 km hoogte). CANAC bevindt zich te Steenokkerzeel vlak bij de verkeerstoren van skeyes.
Op 28 november 2009 werd de transitie gemaakt naar Canac2, een Eurocat luchtverkeerssysteem opgeleverd door Thales Groep.